# Mailleroncourt-Charette
Mailleroncourt-Charette település Franciaországban, Haute-Saône megyében. Lakosainak száma 279 fő (2022. január 1.). Mailleroncourt-Charette Villers-lès-Luxeuil, Meurcourt, Saulx, Servigney, La Villeneuve-Bellenoye-et-la-Maize és Visoncourt községekkel határos.

## Népesség
A település népességének változása:
| Lakosok száma | 283  | 269  | 280  | 279  | 284  | 284  | 284  | 282  | 279  |
|               | 2013 | 2015 | 2016 | 2017 | 2018 | 2019 | 2020 | 2021 | 2022 |